# Il folle di Marechiaro
Il folle di Marechiaro è un film del 1952, diretto da Roberto Roberti.